# Cape Leeuwin
Cape Leeuwin – przylądek, będący najbardziej na południowy zachód wysuniętą częścią kontynentu australijskiego.
Na samym końcu przylądka, na wąskim granitowym półwyspie wystającym z oceanu, została zbudowana pod koniec XIX wieku latarnia Cape Leeuwin.

## Historia
Niektóre ze źródeł podają, ze nazwę półwyspowi nadali w marcu 1622 holenderscy marynarze, którzy nazwali go "Landt van de Leeuwin", co oznacza krainę lwicy. Przylądek Leeuwin został zaznaczony na holenderskiej mapie sporządzonej przez Hessela Gerritsza w 1627 roku z informacją, że został odkryty w 1622 roku. Inne źródła podają, że nazwa pochodzi od statku Leeuwin, który dotarł do Batawii w 1622 roku.  Gdy 6 grudnia 1801 roku Matthew Flinders na HMS Investigator, rozpoczął z tego miejsca swoją podróż wokół Australii, nadał południowo-zachodniemu wierzchołkowi kontynentu nazwę Cape Leeuwin. Przylądek jest ważnym punktem orientacyjnym, ale ma złą sławę. Zanim otwarto tu w 1896 roku latarnię u wybrzeży rozbiły się 22 statki.
Przylądek Leeuwin wyznacza granicę między Oceanem Indyjskim i Oceanem Południowym. W okresie od maja do września można stąd obserwować wieloryby.